# Francisco de Borja Fernández
José López Villar fue un juez y legislador jujeño, gobernador y capitán general interino de su provincia.

## Biografía
Juan Francisco de Borja Fernández nació el 9 de octubre de 1789 en Jujuy. 
Durante la guerra de Independencia de la Argentina adhirió a la causa patriota, encontrándose en tanto integrante del cabildo como Defensor de Menores y Pobres entre quienes juraron la Declaración de independencia de la Argentina el 6 de agosto de 1816.
Finalizado el conflicto, Borja Fernández fue designado Juez de Primera Instancia en su provincia continuando dedicado también a la política provincial. 
Integró en representación del distrito Capital la Honorable Junta General Constituyente de 1835.
Representó al departamento Capital ante la Legislatura en 1839 y en 1843. En el primero de esos mandatos fue designado vicepresidente segundo de la Cámara.
Entre 1844 y 1846 fue diputado por el departamento Santa Catalina y entre 1847 y 1849 fue diputado por el de Perico. En 1847 fue designado también vicepresidente primero de la Legislatura. 
Electo gobernador José López Villar en enero de 1851 se dedicó a reorganizar la legislación en un sentido liberal. El presidente de la legislatura, Mariano Santibáñez, tuvo una activa participación en la reforma de la constitución provincial y en las leyes reformistas. Aunque no persiguió a los federales, López Villar les quitó toda influencia política, por lo cual éstos llamaron en su ayuda a José Mariano Iturbe y al nuevo gobernador salteño, el general José María Saravia. 
Iturbe organizó sus fuerzas en la Quebrada de Humahuaca y en septiembre de 1851 avanzó sobre Jujuy y dispersó las fuerzas jujeñas comandadas por Santibáñez en una escaramuza. Simultáneamente, las tropas salteñas entraron en la capital provincial.
López Villar delegó el mando en Borja Fernández el 11 de septiembre de 1851, quien ejerció la gobernación de Jujuy en carácter interino hasta el día 13 de ese mes en que reunido el pueblo se designó a José Mariano Iturbe como nuevo gobernador propietario.
Borja Fernández dejó la actividad política hasta la caída de Juan Manuel de Rosas. Integró la convención constituyente de 1855 y 1856 y dictada la constitución provincial fue elegido representante ante la nueva Legislatura por el departamento de Cochinoca, finalizando su mandato en 1858. 
Francisco de Borja Fernández falleció en 1869.